# 政府預算平衡
政府預算平衡是指政府的一个财政年度的收入和支出數額對比。财政结余是指政府收入大於政府支出，反之則為政府预算赤字。